# Clinical Ophthalmology
Clinical Ophthalmology (skrót: Clin Ophthalmol) – anglojęzyczne czasopismo okulistyczne o zasięgu międzynarodowym; wydawane od 2007. Kwartalnik.
Czasopismo jest recenzowane, publikuje w formie otwartego dostępu i ma profil ogólnookulistyczny. Do publikacji akceptowane są prace dotyczące wszystkich subspecjalności okulistyki, a także z zakresu optometrii, nauki o widzeniu, farmakologii i terapii lekowych stosowanych w schorzeniach oczu, badań podstawowych (np. biologii komórki, genetyki) oraz bezpieczeństwa i poprawy jakości opieki okulistycznej. Publikacje mają formę m.in.: przeglądów, protokołów z badań randomizowanych, opinii lub komentarza eksperckiego, listu, raportu dot. poprawy jakości, porad i opisu instrumentów dla okulistów-chirurgów, raportu dot. bezpieczeństwa pacjentów, recenzji książki, eseju fotograficznego a nawet osobistej opinii praktyka. Redaktorem naczelnym „Clinical Ophthalmology" jest Scott Fraser – związany z brytyjskim Sunderland Eye Infirmary.
W międzynarodowym rankingu SCImago Journal Rank (SJR) mierzącym wpływ i znaczenie poszczególnych czasopism naukowych „Clinical Ophthalmology" zostało w 2017 sklasyfikowane na 31. miejscu wśród czasopism okulistycznych.
W polskim wykazie czasopism punktowanych przez Ministerstwo Nauki i Szkolnictwa Wyższego artykuł w tym czasopiśmie otrzymuje 100 punktów (wg punktacji z 2019 roku).
Publikacje ukazujące się w tym czasopiśmie są indeksowane m.in. w Emerging Sources Citation Index, EMBase, ICAAP, Directory of Open Access Journals (DOAJ), Index Copernicus, PubMed oraz w Scopusie. Wydawcą jest Dove Medical Press należący do Taylor & Francis Group.